# Samhällsvetarkåren vid Lunds universitet
Samhällsvetarkåren vid Lunds universitet (tidigare Lunds Samhällsvetarkår) är studentkåren för 6 500 studenter inom den Samhällsvetenskapliga fakulteten vid Lunds universitet. Samhällsvetarkåren har till uppgift att bevaka utbildningen vid fakulteten. Det innebär att Samhällsvetarkåren ska tillvarata dessa studenters intressen och företräda dem gentemot institutions-, fakultets- och universitetsledning samt gentemot andra intressenter. Detta görs dels genom studeranderepresentation i styrelser och nämnder vid fakulteten och genom representation i universitetscentrala och nationella organisationer. En annan viktig del av kårens verksamhet är arbetet för att förbättra miljön kring studierna och studietiden vid Samhällsvetenskapliga fakulteten. Detta görs bland annat genom arbete för att förbättra studenternas arbetsmiljö samt anordnande av sociala aktiviteter för kårens medlemmar. I kårens uppgift ingår också att genom fallverksamhet hjälpa studenter med olika typer av problem. Det kan handla om kurser som inte håller måttet, opedagogiska lärare, olika former av trakasserier eller brist på datorer och grupprum, för att ta några exempel.
Samhällsvetarkåren vid Lunds universitet har funnits sedan 1995, då den forna Lunds Studentkår splittrades för att ge plats åt dagens mångfald av fakultetskårer. November 2011 bytte man namn från Lunds Samhällsvetarkår till Samhällsvetarkåren vid Lunds universitet med anledning av att kårens verksamhet vid Campus Helsingborg utökades.

## Presidialer
| Period                       | Ordförande               | Vice ordförande                     |                        |               |
| 1996                         | Andreas Lökken           | Göran Hellmalm                      |                        |               |
| 1997                         | Christina Rux            | Klara Bolander                      |                        |               |
| 1998                         | Charlott Johansson       |                                     |                        |               |
| Lars Larsson (numera Trägen) |                          |                                     |                        |               |
| 1999                         | Anna Nilsson             |                                     |                        |               |
| Marta Santander              |                          |                                     |                        |               |
| 2000                         | Mattias Olsson           |                                     |                        |               |
| Henrik B Kvennberg           |                          |                                     |                        |               |
| 2001                         | Paan Hermansson          |                                     |                        |               |
| Patrice Soares               |                          |                                     |                        |               |
| 2002                         | Martin Lundqvist         | Thomas Gustavsson                   |                        |               |
| 2002/2003                    | Maria Noleryd            | David Ganrot                        |                        |               |
| 2003/2004                    | Johanna Svensson         | Andreas Traunsberger                |                        |               |
| 2004/2005                    | Ylva Berg                | Erik Stenberg                       |                        |               |
| 2005/2006                    | Anna Kovasna             | Lisa Bondesson                      |                        |               |
| 2006/2007                    | Filip Nilsson            | Hanna Ericsson                      |                        |               |
| 2007/2008                    | Tilde Dahlqvist          | Erik Bodin (numera Ekenberg)        |                        |               |
| 2008/2009                    | Elina Berg               | Per Samuelsson                      |                        |               |
| 2009/2010                    | Jenny Pobiega            | Anna Andersson (numera Nordin)      | Caroline Boström       |               |
| 2010/2011                    | Hans Cruse               | Jenica Frisque                      | Pär-Ola Nilsson        | Tove Ockborn  |
| 2011/2012                    | Nicolai Slotte           | Pär-Ola Nilsson                     | Marjorie Spangler      | Anna Ballance |
| 2012/2013                    | Nikolas Pięta Theofanous | Jacob Dexe                          | Elin Gustafsson        |               |
| 2013/2014                    | Ludvig Sundin            | Sebastian Persson (numera Jaktling) | Gustavo Herrera        |               |
| 2014/2015                    | Linnea Jacobsson         | Caroline Sundberg                   | Pal Olsson             |               |
| 2015/2016                    | Emil Nilsson             | Anna Clara Örtendahl                | Jack Senften           |               |
| 2016/2017                    | Martin Hansen            | Emma Nordengren                     | Malin Ovenmark         |               |
| 2017/2018                    | Christina Abdulahad      | Oskar Kindberg                      | Sara Thiringer         |               |
| 2018/2019                    | Kajsa Ekelund            | Elin Bergström (Tf ordförande)      | Linnea Ringhage Kechid |               |
| 2019/2020                    | Arita Halili             | Sanela Lulic                        | Leo Arnér              |               |
| 2020/2021                    | Kristina Måsbäck         | Milla Marzelius                     | Karolina Boyoli        |               |
| 2021/2022                    | Soha Kadhim              | Anaïs Le Pluart                     | Viktor Sundt           |               |
| 2022/2023                    | Anton Silverbern         | Tori Heitmann Jörgensen             | Rebecka Brorsson       |               |
| 2023/2024                    | Rebecka Brorsson         | Axel Simonsson                      | Rebecka Meyer          |               |
| 2024/2025                    | Saga Petersson           | Elliot Borgstrand                   | Veronika Kletečková    |               |

## Heltidsarvoderade koordinatorer
| Period    | Arbetsmarknadskoordinator | Eventkoordinator       |
| --------- | ------------------------- | ---------------------- |
| 2012/2013 | Kristin Lanevik           |                        |
| 2013/2014 | Josefine Jaktling         | Claudia Kours          |
| 2014/2015 | Moa Persdotter            | Sanna Jegust           |
| 2015/2016 | Sandra Jönsson            | Olivia Öhrström        |
| 2016/2017 | Matilda Edvardsson        | Alicia Frånberg        |
| 2017/2018 | Maja Straht               | Alice Karlsson         |
| 2018/2019 | Arita Halili              | Alice O'Donnell        |
| 2019/2020 | Simon Löw                 | Alice O'Donnell        |
| 2020/2021 | Josefine Dahl             | Therese Lindgren       |
| 2021/2022 | Daniela Dolenec           | Irina Martin           |
| 2022/2023 | Felix Kroon               | Andrea Sánchez Almeida |
| 2023/2024 | Jozephina Hansen          | Lina Almqvist          |
| 2024/2025 | Roshanaq Usman Nasir      | Nicole Facile          |